# Stationsput

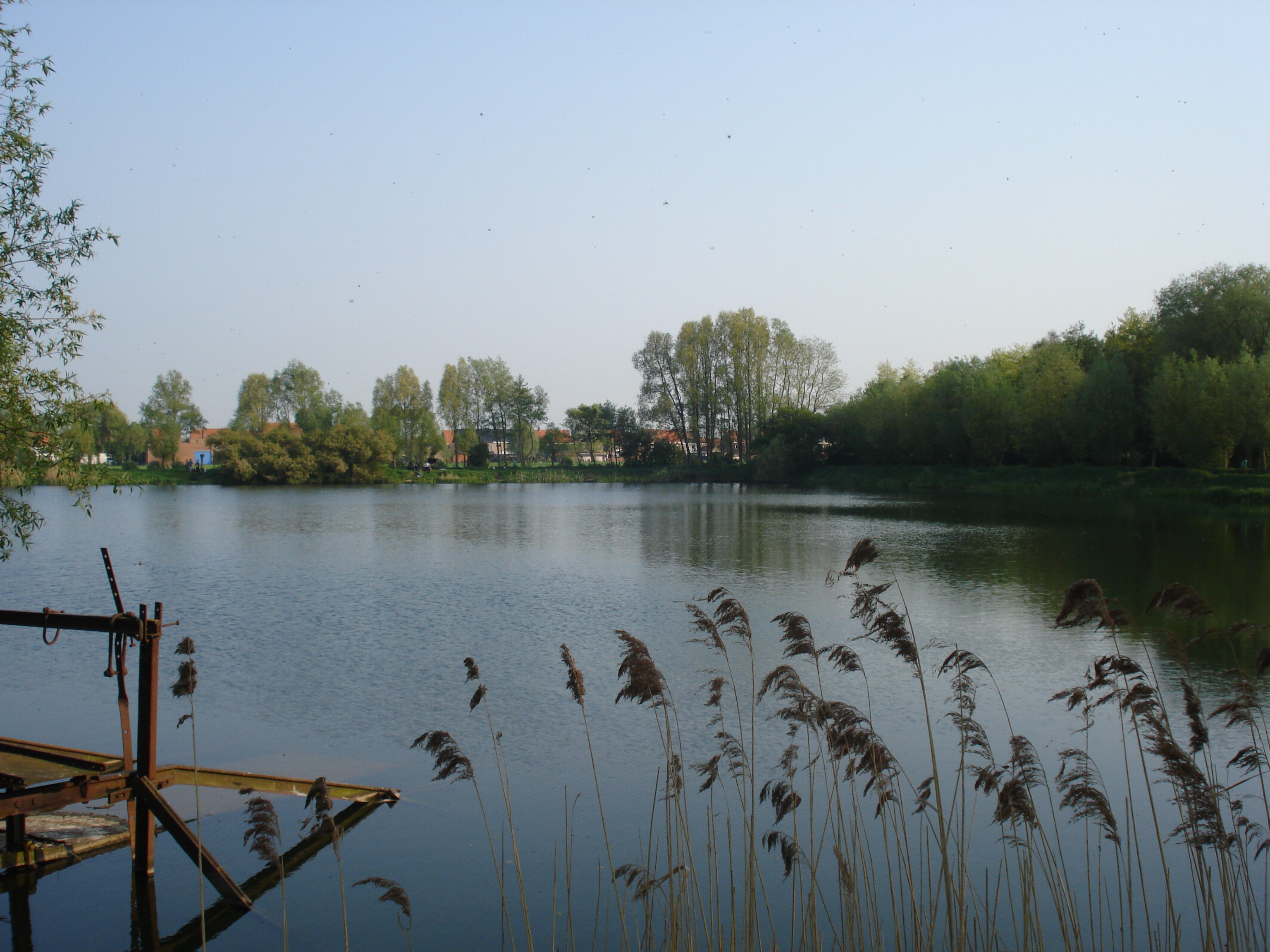
De Stationsput

De Stationsput is een vijver en gemeentelijk groendomein in Eernegem, een deelgemeente van de Belgische gemeente Ichtegem.

## Geschiedenis
In 1865 werd de spoorlijn van Torhout naar Oostende aangelegd. De spoorlijn 62, nu gekend als fietsroute onder de naam Groene 62, is ontstaan door het opkomende kusttoerisme in het midden van de 19e eeuw. De stoomtreinen (stoomlocomotief) die in die tijd op "de ijzeren weg" van Oostende naar Torhout reden hadden water nodig. Hiervoor werd in de zomer van 1887 deze Stationsput gegraven. Aannemer Cambier-Duvet uit Marcinelle kreeg de opdracht. Op vraag van het Eernegemse gemeentebestuur, dat vaststelde dat er in dat jaar veel werkloosheid onder de arbeiders was, wierf hij daarvoor arbeiders uit het dorp aan. Tegelijkertijd werd er een leiding gelegd die aansloot op de bestaande waterleiding in Snaaskerke, waar men voordien blijkbaar het water voor de stoomlocomotieven vandaan haalde.
Bij de oorspronkelijke plannen zou de spoorlijn niet in het dorp van Eernegem passeren. Het valt dan ook op dat de spoorlijn niet recht van Torhout naar Oostende loopt, maar ze maakt in Eernegem een wijde bocht naar de dorpskern. De oorzaak van deze merkwaardige bocht is de 19de-eeuwse vriendjespolitiek. 
Al op 28 september 1863 was het traject van deze spoorlijn een bron van discussie in de Eernegemse gemeenteraad. Het was burgemeester Gustave van Sieleghem die het probleem ter sprake bracht. In het oorspronkelijk plan zou de stationsplaats op 2 km van de dorpsplaats aangelegd worden. De burgemeester van Eernegem ging hierover onderhandelen met de minister van openbare werken. 
Bij Eernegem station werd de 6 ha grote en 3 m diepe stationsput aangelegd. Via een 16 km lange gietijzeren leiding werd het water van Eernegem naar het eindstation Oostende getransporteerd. Het water in Oostende was zout water, wat de treinen aantastte. Het water in de stationsput van Eernegem was zoet water, was bovendien zeer kalkarm en hierdoor veel geschikter om te gebruiken voor de treinen. 
In 1912 besloot men om de stationsput te vergroten. De onderhandelingen voor deze vergroting werden echter stopgezet door Eerste Wereldoorlog. In 1923 kon men de put toch uitbreiden. De werken duurden tot 1925. 
In 1961 werd de treinverbinding Oostende-Torhout afgeschaft. Tien jaar later werd het ondertussen vervallen stationsgebouw door de gemeente aangekocht en afgebroken. Bij het verdwijnen van de spoorlijn 62 was er geen water meer nodig en de put werd dus niet meer gebruikt. In 1986 werd de 16 km lange buis opgegraven en afgevoerd.  De stationsput kreeg vanaf dan een nieuwe functie als recreatieoord.